# پارالمپیک تابستانی ۲۰۰۴

پارالمپیک تابستانی ۲۰۰۴ (یونانی: Μεγάλους αθλητές. Μεγάλες Παραστάσεις.) از ۱۷ تا ۲۸ سپتامبر، در آتن، یونان برگزار شد. این دوره، دوازدهمین دورهٔ بازی‌های پارالمپیک بود که با مشارکت حدود ۴٬۰۰۰ ورزشکار، در فواصل سنی ۱۱ تا ۶۶ سال، در آتن برگزار شد.